# 李·卡尔霍恩
李·卡尔霍恩（英語：Lee Calhoun，1933年2月23日—1989年6月21日），美国男子田径运动员，主攻短距离跨栏。他曾代表美国参加1956年和1960年夏季奥林匹克运动会田径比赛，共获得二枚金牌。